# Giancarlo Antognoni
Giancarlo Antognoni, (* 1. dubna 1954, Marsciano, Itálie) je bývalý italský fotbalový záložník.
Fotbalovou kariéru začal v mládežnické akademii v Turíně. Od roku 1972 se stal na 15 let hráčem Fiorentiny odkud přišel s Asti MaCoBi, kde hrál jeden rok. Vlastník fialek jej koupil za 435 milionu lir. První utkaní odehrál v 18 letech 15. října 1972. S fialkami vyhrál jen Italský pohár (1974/75). V lize dosáhl nejlepšího umístění v sezoně 1981/82 (2. místo), když mu chyběl jeden bod od titulu, který získal Juventus.
Dne 22. listopadu 1981 utrpěl vážné zranění hlavy po střetu s brankářem Janova. Utrpěl frakturu lebky a dočasně přerušení tepny. Díky rychlému zásahu klubového lékaře jej zachránil.  O 3 roky později utrpěl zlomeniny holení a lýtkové kosti na pravé noze a musel celou sezonu 1984/85 vynechat. Poslední sezonu u fialek odehrál 1986/87. Odehrál za ní nejvíce utkání v klubové historii v nejvyšší lize (341 utkání). Poslední dvě sezony odehrál ve Švýcarském klubu Lausanne.
Po fotbalové kariéře se vrátil do Fiorentiny. Začínal jako pozorovatel, později se stal manažerem týmu. Byl to on kdo navrhl koupit Rui Costu. V roce 2001 odstoupil z klubu po vyhození trenéra Terima. Později jejj federace pověřila různými úkoly v oblasti mládežnického fotbalu.
Na začátku roku 2017, po vypršení smlouvy s federací se vratil do Fiorentiny jako manažer klubu. Post zastával do 16. července 2021, kdy fialky opustil kvůli neshodám s vedením.

## Hráčská statistika
| Sezóna  | Klub       | Liga             | Liga   | Liga | Ligové poháry | Ligové poháry | Ligové poháry | Kontinentální poháry | Kontinentální poháry | Kontinentální poháry | Celkem | Celkem |
| Sezóna  | Klub       | Soutěž           | Zápasy | Góly | Soutěž        | Zápasy        | Góly          | Soutěž               | Zápasy               | Góly                 | Zápasy | Góly   |
| ------- | ---------- | ---------------- | ------ | ---- | ------------- | ------------- | ------------- | -------------------- | -------------------- | -------------------- | ------ | ------ |
| 1972/73 | Fiorentina | Serie A          | 20     | 2    | IP            | 2             | 0             | UEFA                 | 1                    | 0                    | 23     | 2      |
| 1973/74 | Fiorentina | Serie A          | 25     | 1    | IP            | 4             | 1             | UEFA                 | 2                    | 0                    | 31     | 2      |
| 1974/75 | Fiorentina | Serie A          | 29     | 4    | IP            | 9             | 1             | Stř.P                | 4                    | 0                    | 42     | 5      |
| 1975/76 | Fiorentina | Serie A          | 30     | 5    | IP            | 6             | 2             | PVP                  | 4                    | 0                    | 40     | 7      |
| 1976/77 | Fiorentina | Serie A          | 28     | 4    | IP            | 4             | 0             | Stř.P                | 4                    | 0                    | 36     | 4      |
| 1977/78 | Fiorentina | Serie A          | 26     | 6    | IP            | 4             | 1             | UEFA                 | 2                    | 0                    | 32     | 7      |
| 1978/79 | Fiorentina | Serie A          | 27     | 0    | IP            | 4             | 0             | -                    | 0                    | 0                    | 31     | 0      |
| 1979/80 | Fiorentina | Serie A          | 30     | 8    | IP            | 4             | 1             | -                    | 0                    | 0                    | 34     | 9      |
| 1980/81 | Fiorentina | Serie A          | 27     | 9    | IP            | 6             | 0             | -                    | 0                    | 0                    | 33     | 9      |
| 1981/82 | Fiorentina | Serie A          | 16     | 3    | IP            | 5             | 2             | -                    | 0                    | 0                    | 21     | 5      |
| 1982/83 | Fiorentina | Serie A          | 27     | 9    | IP            | 5             | 0             | UEFA                 | 2                    | 1                    | 24     | 10     |
| 1983/84 | Fiorentina | Serie A          | 18     | 5    | IP            | 5             | 2             | -                    | 0                    | 0                    | 23     | 7      |
| 1984/85 | Fiorentina | Serie A          | 0      | 0    | IP            | 0             | 0             | UEFA                 | 0                    | 0                    | 0      | 0      |
| 1985/86 | Fiorentina | Serie A          | 19     | 1    | IP            | 3             | 0             | -                    | 0                    | 0                    | 22     | 1      |
| 1986/87 | Fiorentina | Serie A          | 19     | 4    | IP            | 0             | 0             | UEFA                 | 0                    | 0                    | 19     | 4      |
| 1987/88 | Lausanne   | Lega Nazionale A | 19     | 4    | -             | 0             | 0             | -                    | 0                    | 0                    | 19     | 4      |
| 1988/89 | Lausanne   | Lega Nazionale A | 32     | 3    | -             | 0             | 0             | -                    | 0                    | 0                    | 32     | 3      |
| Celkem  | Celkem     | Celkem           | 392    | 68   | -             | 61            | 10            | -                    | 19                   | 1                    | 472    | 79     |

## Reprezentační kariéra
Za reprezentací odehrál 73 utkání a vstřelil 7 branek. První utkání odehrál 20. listopadu 1974 proti Nizozemí (1:3). Byl na MS 1978, kde odehrál pět utkání. Také byl na ME 1980. Na obou turnajích skončil na 4. místě. Vše si vynahradil na MS 1982. Odehrál tam šest utkání, ale ve finále nehrál, protože jej v semifinále zranil protihráč. I tak slvil zlatou medaili za vítězství. Poslední zápas odehrál 16. listopadu 1983 proti Československu (0:2).

### Statistika na velkých turnajích
| Reprezentace | Rok     | Zápasy                         | Zápasy | Zápasy    | Zápasy           | Zápasy           | Zápasy   |
| Reprezentace | Rok     | Fáze turnaje                   | Datum  | Soupeř    | Odehraných minut | Vstřelené branky | Výsledek |
| ------------ | ------- | ------------------------------ | ------ | --------- | ---------------- | ---------------- | -------- |
| Itálie       | MS 1978 | 1 zápas ve skupině             | 2. 6.  | Francie   | 45               | 0                | 2:1      |
| Itálie       | MS 1978 | 2 zápas ve skupině             | 6. 6.  | Maďarsko  | 90               | 0                | 3:1      |
| Itálie       | MS 1978 | 3 zápas ve skupině             | 10. 6. | Argentina | 73               | 0                | 1:0      |
| Itálie       | MS 1978 | 1 zápas v semifinálové skupině | 14. 6. | NSR       | 45               | 0                | 0:0      |
| Itálie       | MS 1978 | o 3. místo                     | 24. 6. | Brazílie  | 78               | 0                | 1:2      |
| Itálie       | ME 1980 | 1 zápas ve skupině             | 12. 6. | Španělsko | 90               | 0                | 0:0      |
| Itálie       | ME 1980 | 2 zápas ve skupině             | 15. 6. | Anglie    | 90               | 0                | 1:0      |
| Itálie       | ME 1980 | 3 zápas ve skupině             | 18. 6. | Belgie    | 36               | 0                | 0:0      |
| Itálie       | MS 1982 | 1 zápas v první skupin. fáze   | 14. 6. | Polsko    | 90               | 0                | 0:0      |
| Itálie       | MS 1982 | 2 zápas v první skupin. fáze   | 18. 6. | Peru      | 90               | 0                | 1:1      |
| Itálie       | MS 1982 | 3 zápas v první skupin. fáze   | 23. 6. | Kamerun   | 90               | 0                | 1:1      |
| Itálie       | MS 1982 | 1 zápas ve druhé skupin. fáze  | 29. 6. | Argentina | 90               | 0                | 2:1      |
| Itálie       | MS 1982 | 2 zápas ve druhé skupin. fáze  | 5. 7.  | Brazílie  | 90               | 0                | 3:2      |
| Itálie       | MS 1982 | Semifinále                     | 8. 7.  | Polsko    | 28               | 0                | 2:0      |

## Hráčské úspěchy

### Klubové
- 1× vítěz italského poháru (1974/75)

### Reprezentační
- 2× na MS (1978, 1982 - zlato)
- 1× na ME (1980)

### Individuální
- člen klubu Golden Foot (2010)[21]
- člen síně slávy italského fotbalu (2018)

### Vyznamenání
Zlatý límec za sportovní zásluhy (2017)